# Abhärtung

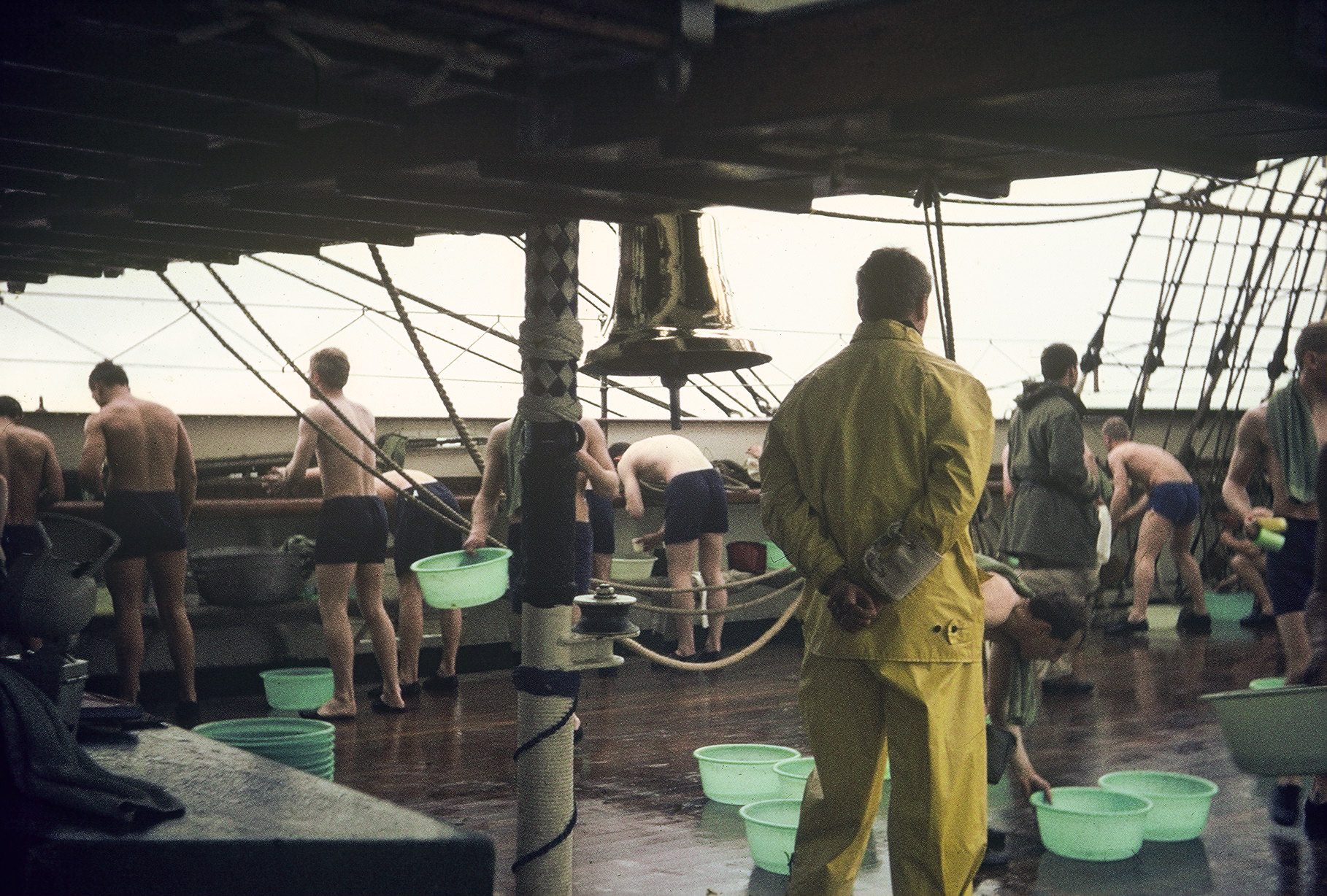
Morgenwäsche auf der Gorch Fock (1968)

Unter Abhärtung versteht man im heutigen Sprachgebrauch Maßnahmen, die das Immunsystem des Körpers stärken und ihn damit weniger anfällig gegen Krankheiten machen sollen, vor allem gegen Erkältungen und grippale Infekte. Der Begriff war bereits im 18. Jahrhundert bekannt und umfasste ursprünglich die Erziehung zu allgemeiner körperlicher Härte und Unempfindlichkeit, was als Gegenmittel zur „Verweichlichung“ der Menschen in der modernen Zivilisationsgesellschaft angesehen wird.

## Begriffsgeschichte
In der Oeconomischen Encyclopädie von Johann Georg Krünitz aus dem 18. Jahrhundert ist der Begriff Leibes-Abhärtung schon enthalten,  definiert als „die Gewöhnung des Körpers, den Eindrücken der Witterung, und andern Beschwerden widerstehen zu können, oder solche nicht zu empfinden; im Gegensatze der Entstehung des weichlichen oder zärtlichen Körpers, oder der Leibes-Schwächung.“ Die Abhärtung wurde nicht nur Männern empfohlen, sondern ebenso den Frauen. Das   Damenkonversationslexikon, 1834 in Leipzig erschienen, führt im Grunde alle Beschwerden erwachsener Frauen auf „vernachlässigte Abhärtung“ zurück. Es nannte „die griechischen Jungfrauen“, die an Wettläufen teilnahmen, und die Frauen des antiken Sparta, die auch bei Kälte unbekleidet auf Stroh schliefen, als Vorbilder.

### Aufklärung
Im deutschen Sprachraum taucht der Begriff Abhärtung im 18. Jahrhundert auf. Er verdankt seine Entstehung indirekt der Aufklärung, die sowohl Gesundheitsfragen verstärkte Aufmerksamkeit widmete als auch der Erziehung der Kinder. Bis zu diesem Zeitpunkt hatte man sie stets wie kleine Erwachsene behandelt, regelrechte Erziehungskonzepte gab es nicht.
Den Quellen zufolge war der englische Philosoph John Locke der erste bedeutende Theoretiker des Abhärtungsgedankens. In seinem Werk Some Thoughts Concerning Education (1693) beschäftigte er sich zwar überwiegend mit der geistigen Ausbildung des Nachwuchses, widmete jedoch auch der Erziehung des Körpers ein Kapitel. Zu seinen Empfehlungen gehörten vor allem viel Bewegung an frischer Luft, sportliche Betätigung, einfache Kost, kein Alkohol, und der Verzicht auf zu warme Kleidung.

### Rousseau und die Reformpädagogik
Lockes Ideen beeinflussten auch Jean-Jacques Rousseau. In seinem Erziehungsroman Emile spielt die Forderung nach Abhärtung eine wesentliche Rolle. Er empfiehlt das Barfußlaufen, das Schlafen in einem harten Bett und das frühzeitige Gewöhnen der Kinder an das Ertragen von körperlichem Schmerz, Hunger, Durst und Müdigkeit. Diese Maßnahmen bereiteten sie wesentlich besser auf das Leben vor als „Verzärtelung“. Rousseaus Ideen übten einen sehr starken Einfluss auf die Pädagogik aus, der bis ins 20. Jahrhundert hinein anhielt.
Die Reformpädagogik der so genannten Philanthropen orientierte sich an Locke und Rousseau und forderte neben der Einführung von Sexualkunde, Werkunterricht und Gartenarbeit für Knaben auch „körperliche Ertüchtigung“ und Abhärtung. Wesentlichen Einfluss hatten die Werke von Johann Bernhard Basedow und von Joachim Heinrich Campe. Zwischen 1780 und 1820 erschienen 160 deutschsprachige Bücher zum Thema körperliche Erziehung. Für gymnastische Übungen zur „körperlichen Ertüchtigung“ entstand der Begriff Leibesübungen, später Leibeserziehung genannt. Auf diesem Gebiet engagierte sich besonders GutsMuths, der 1793 sein Standardwerk Gymnastik für die Jugend veröffentlichte.
Krünitz erweist sich in seiner Enzyklopädie als Anhänger Rousseaus und der Reformpädagogik. Voller Überzeugung verkündet er: „Daß die alten Deutschen ausserordentlich stark, und stärker, als die übrigen Völker waren, mit welchen sie kriegten, ist so bekannt, daß es keines Beweises bedarf.“ Die Ursache dieser angeblich außerordentlichen Stärke sieht er in deren naturnaher Lebensweise, viel Bewegung im Freien, kalten Bädern und Verzicht auf jegliche Bequemlichkeit. Ganz entschieden spricht er sich gegen weiche Federbetten aus, „diese Werkstätten der Weichlichkeit und der Wollust“. Und er gibt den damaligen Zeitgeist wieder, wenn er schreibt: „Man sucht zu unsern Zeiten einen besonderen Vorzug darin, die Zärtlichkeit auf den höchsten Grad zu treiben, und es wird beynahe verächtlich, gesund, stark und dauerhaft zu seyn. Es ist zum Schimpf geworden, vierschrötig zu seyn; und man hält einen, der alle Witterungen, alle Speisen, alle Strapazen vertragen kann, für gemein und niedrig.“ Es fehle nicht mehr viel, und die Männer unterschieden sich im Grunde nicht mehr von den (schwachen) Frauen. So heißt es polemisch: „(...) sie lernen bald den feinsten Ton, fürchten sich vor Spinnen und Ungeziefer, bekommen Krämpfe, Empfindsamkeit, Vapeurs, und gewöhnen sich an eine überzärtliche Gesundheits-Pflege, die sich für den Mann gar nicht schickt (...)“.
Auch der Philosoph Immanuel Kant benutzt den Begriff der Abhärtung: „Denn, jemehr auf diese Weise sein Körper gestärkt und abgehärtet wird, um so sicherer ist er vor den verderblichen Folgen der Verzärtelung.“ (Kant, Über Pädagogik, 1803)
Später brachten Redensarten wie „Was mich nicht umbringt, macht mich stärker“ diese Haltung zum Ausdruck.

### Naturheilkunde
Der Begriff der Abhärtung fand nicht nur Eingang in die Pädagogik, sondern auch in die Naturheilkunde, die vor allem im 19. Jahrhundert zu einer ernsthaften Konkurrenz für die konventionelle Medizin wurde. Neben der Hydrotherapie kam das Luftbad in Mode, also der zeitlich begrenzte Aufenthalt im Freien ohne jede Bekleidung. Zu den Anhängern gehörte zum Beispiel Benjamin Franklin. Der Schweizer Lebensreformer Arnold Rikli setzte ebenfalls auf Luft- und Lichtbäder in der von ihm 1855 gegründeten Heilanstalt.
Große Popularität im deutschsprachigen Raum genoss der „Wasserdoktor“ Vincenz Prießnitz, der mit seiner Kaltwasserkur die verschiedensten Erkrankungen behandelte. Er empfahl diese Kur jedoch nicht nur als Heilmethode, sondern auch zur Abhärtung. Als das beste Mittel hierfür sah er das Duschen mit eiskaltem Wasser an, dem sich seine Patienten täglich bei jeder Witterung zu unterziehen hatten, und zwar im Freien.

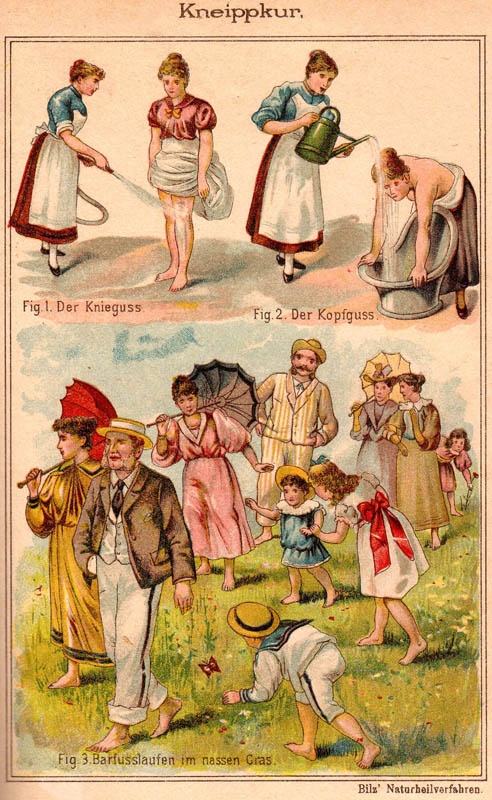
Kneippkur, Illustration in einem 1894 erschienenen Buch

Noch populärer als Prießnitz wurde Sebastian Kneipp, und Abhärtung gehörte eindeutig zu seinen Lieblingswörtern. Der Begriff taucht in seinen Schriften immer wieder auf. In deutlichen Worten kritisierte auch er die angebliche „Verweichlichung“ der meisten Zeitgenossen. In seinem populären Hauptwerk Meine Wasserkur schreibt er beispielsweise: „Woher stammt die Empfindsamkeit der jetzigen Generation, woher die auffallend schnelle Empfänglichkeit für alle möglichen Krankheiten, welche man, zum Theile wenigstens, früher nicht einmal dem Namen nach kannte? (...) ich zögere nicht, zu sagen, diese großen Uebelstände rühren vorzüglich her von dem Mangel an Abhärtung. Die Verweichlichung der heutzutage lebenden Menschen hat einen hohen Grad erreicht. Die Schwächlichen und Schwächlinge, die Blutarmen und Nervösen, die Herz- und Magenkranken bilden fast die Regel, die Kräftigen und Kerngesunden die Ausnahme. (...) Einen kleinen Beitrag zur Heilung solcher Nothstände mögen die wenigen schuld- und gefahrlosen Mittel bieten, welche ich zur Abhärtung der Haut, des ganzen Körpers und einzelner Körpertheile den Wasseranwendungen beifüge.“
Kneipp stand mit seinen Gedanken der Lebensreform nahe, ebenso wie Rikli. Die Auffassung, dass sich in der Bevölkerung eine gewisse Dekadenz ausbreite, war in diesen Kreisen weit verbreitet, es war auch von Degeneration die Rede. Abhärtung galt als gebotenes Gegenmittel, um den Niedergang des Volkskörpers aufzuhalten. Es entstand auch folgerichtig der Begriff der Volksgesundheit, welcher definitionsgemäß eine übergeordnete Instanz der Individualgesundheit des Einzelmenschen darstellt.

### NS-Ideologie
Die entsprechende Begrifflichkeit war bereits vor 1933 vorhanden und wurde von den NS-Ideologen in der Bedeutung nicht wesentlich verändert, denn schon im 18. Jahrhundert waren die Spartaner und Germanen als beispielhaft bezeichnet worden. Neu war nun lediglich, dass die Abhärtung nicht mehr dem Gutdünken des Einzelnen überlassen blieb, sondern staatlich angeordnet und unter medizinischer Programmatik sowie ärztlicher Aufsicht organisiert wurde. Das diesbezügliche Augenmerk galt der nationalsozialistischen Gesundheitspolitik dabei vor allem der Jugend.
In Mein Kampf heißt es beispielsweise: „Der Junge, der in Sport und Turnen zu einer eisernen Abhärtung gebracht wird, unterliegt dem Bedürfnis sinnlicher Befriedigung weniger als der ausschließlich mit geistiger Kost gefütterte Stubenhocker. (...) Er hat kein Recht, in diesen Jahren müßig herumzulungern ... sondern soll nach seinem sonstigen Tageswerk den jungen Leib stählen und hart machen, auf daß ihn das Leben nicht zu weich finden möge.“ (Adolf Hitler, Mein Kampf) Von Hitler stammt auch der Ausdruck „Flink wie Windhunde, zäh wie Leder und hart wie Kruppstahl“ als Leitbild für die Jugend. Generell wurde die „körperliche Ertüchtigung“ auch von den Mädchen verlangt, damit sie später für gesunden Nachwuchs sorgen können.

### Nach 1945
Der Begriff Abhärtung hat trotz der Übernahme in den NS-Wortschatz auch nach 1945 nichts an Popularität eingebüßt und wird von Laien wie von Medizinern verwendet, allerdings im Allgemeinen nur noch als Synonym für die Steigerung der körperlichen Abwehrkräfte. Es gibt jedoch im Bereich der Alternativ-Medizin auch Einzelne, welche die bekannte Zivilisationskritik der Lebensreformer wieder aufgreifen und konsequenterweise auch den Ausdruck „Verweichlichung“ benutzen.

## Abhärtung in der Medizin
Es gibt einige wissenschaftliche Publikationen, die positive gesundheitliche Auswirkungen der Abhärtung durch Sauna-Besuche beschreiben. Saunabesuche oder Wechselbäder können langfristig eine positive Auswirkung auf die Thermoregulation haben.
In der Bevölkerung ist der Glaube an positive gesundheitliche Effekte von Wechselduschen, regelmäßigen Saunabesuchen, Winterbaden und dem Schlafen im Kühlen verbreitet.
Mithridatisation bezeichnet eine Immunisierung gegen Gift, die nach einer alten Vorstellung durch regelmäßige Aufnahme kleiner Mengen davon zu erreichen sei.